# Албино Пити
Албино Пици (на италиански: Albino Pizzi), по-известен с псевдонима си Албино Пити (Albino Pitti) и Ил Пити (Il Pitti), е съвременен италиански художник абстракционист.

## Биография
Роден е на 12 април 1951 г. в провинция Бреша, Италия. Учи изкуство в Ротердам и завършва обучението си в Амстердам. След дипломирането си става ученик на Пилман. През 70-те години префасонира изхвърлени предмети и ги превръща в произведения на изкуството. По-късно в Мадрид създава произведения в нов калиграфски стил – живопис, рисувана с изключителна бързина и замах на четката. Следват неговите швейцарски, немски, италиански и испански периоди. Прави изложби в Барселона, Антиб, Флоренция, Франкфурт и други европейски градове.
В края на 1987 г. години поставя началото на ново течение в изкуството „Espansionizmo“.
През 1990-те години става един от основателите и действащи лица в „Transvisionizmo" заедно с останалите артисти, подписали манифеста за създаване на новото течение: Stefano Sichel, Giannino Garbarino, Il Pitti, Teresa Bartolin, Lorenzo Abram, Ugo Borlenghi, Ivana Belloni, Luciano Di Meo, Massimo Meucci, Costantino Chiodi, Josef Dobes, Goanna Gheich, Silvia Manazza и други. Заедно с тях излага свои творби в зала Ла Сколета към църквата „Свети Дзикария“ в рамките на Биеналето на изкуствата във Венеция.
В продължение на три години Пити членува в GAD – Gruppo Aniconismo Dialetico (Група за диалектически аниконизъм), която се бори срещу безразличието и липсата на интерес към абстрактното изкуство ) заедно с творци, като Coccetta, Di Fabio, Di Girolamo, Eusebi и Giorgio Cortenova. Това обединение е подкрепяно от историка и художествен критик Джорджо ди Дженова.
През 1990 – 1991 г. подкрепя реставрацията на стенопис на Пиетро Мароне, предоставяйки свои платна на търг под надслов „Eдин съвременен Маестро спасява един Маестро от миналото“ Става дума за стенописа, изобразяващ Клеопатра, изработен през 1601 г. от Пиетро Мароне на тавана на салона в Къщата с кедъра, бивш Палацо Калини (Palazzo Calini).
През 2010 г. в Ротердам Пити основава „art, world, force“ /изкуство, свят, сила/ – международна група за изкуство.